# 33 Batalion Ochrony Pogranicza
Samodzielny Batalion Ochrony Pogranicza nr 33 – samodzielny pododdział Wojsk Ochrony Pogranicza.

## Formowanie i zmiany organizacyjne
Na podstawie rozkazu MON nr 055/org. z 20 marca 1948, na bazie Rzeszowskiego Oddziału WOP nr 8, sformowano 15 Brygadę Ochrony Pogranicza, a 36 komendę odcinka WOP przemianowano na batalion Ochrony Pogranicza nr 33.
Rozkazem Ministra Obrony Narodowej nr 205/Org. z 4 grudnia 1948, z dniem 1 stycznia 1949, Wojska Ochrony Pogranicza podporządkowano Ministerstwu Bezpieczeństwa Publicznego. Zaopatrzenie batalionu przejęła Komenda Wojewódzka Milicji Obywatelskiej.
Z dniem 1 stycznia 1951, na podstawie rozkazu MBP nr 043/org z 3 czerwca 1950, na bazie 15 Brygady Ochrony Pogranicza, sformowano 26 Brygadę Wojsk Ochrony Pogranicza, a 33 batalion Ochrony Pogranicza przemianowano na 263 batalion WOP.

## Struktura organizacyjna
Dyslokacja batalionu przedstawiała się następująco :
- dowództwo batalionu – Olszanica
- 164 strażnica Ochrony Pogranicza – Kwaszenina
- 165 strażnica Ochrony Pogranicza – Wola Maćkowa
- 166 strażnica Ochrony Pogranicza – Łobozew
- 167 strażnica Ochrony Pogranicza – Rajskie